# ケア21
株式会社ケア21は、大阪市に本社を置く介護事業者。

## 概要
創業者で会長の依田平が設立した学習塾の経営会社が前身。
設立当初は吹田市、豊中市、東淀川区の府内3拠点であったが、経費を一定額に抑える工夫等により拠点を増やし、兵庫県や東京都にも進出。2010年には京都市に進出した。
依田平会長の「介護は人材が大事」との考えに基づき、社員やケアマネジャー、ホームヘルパーの人材育成に力を入れている。流通や金融など異業種の中途退職者を積極採用し、営業力の強化に取り組む一方で、事例研修や総合研修などの教育も定期的に行われている。
また社員の待遇改善にも取り組んでおり、給料に成果主義を導入し、利益の一部を報酬として還元したり、業界では珍しいとされる退職金制度を導入している。2014年には定年制を廃止した。
2020年6月、取締役副社長の依田雅が代表取締役社長に就任。創業者である依田平は、代表取締役会長（最高文化責任者CCO）に就任した。

## 事業内容
ケア21グループ
- 在宅系介護事業
  - 訪問介護
  - 居宅介護支援
  - 地域包括支援センター
- 施設系介護事業
  - 特定施設入居者生活介護
  - 認知症対応型共同生活介護
  - 通所介護
  - 認知症対応型通所介護
  - 小規模多機能型居宅介護
- その他
  - 福祉用具の販売及び貸与、住宅改修
  - 訪問看護
  - 医療サポート事業
  - 鍼灸訪問マッサージ
  - 放課後等デイサービス
  - 生活介護事業
  - 短期入所生活介護
  - 認可保育所
  - 小規模保育園
  - 給食・配食ダイニング事業
  - 介護人財育成研修、人材派遣・紹介
  - 軽作業請負等
  - 就労継続支援A型
  - 不動産開発事業
  - 結婚相談仲介業

## 事業所
- 大阪本社：大阪市北区堂島2-2-2　近鉄堂島ビル10F
- 東京本社：東京都千代田区鍛冶町2-6-1 堀内ビルディング3F
- 名古屋事務所：名古屋市瑞穂区妙音通3-49　第2宏和ビル2F
- 福岡事務所：福岡市中央区天神1-15-6　綾杉ビル6F

## 沿革
- 1993年（平成5年）11月 - 株式会社ヨダゼミイースト（現当社）を設立（学習塾の経営）
- 1999年（平成11年）7月 - 株式会社ケアにじゅういちに商号変更
- 2000年（平成12年）4月 - 訪問介護事業の運営を開始
- 2003年（平成15年）10月 - 大阪証券取引所ヘラクレス上場[1][11]
- 2010年（平成22年）
  - 5月 - 大阪本社・東京本社の2本社制
  - 10月 - ジャスダックスタンダードに移行
- 2013年（平成25年）4月 - 東証JASDAQ上場
- 2020年（令和2年）6月 - 代表取締役社長に依田 雅就任。代表取締役会長（最高文化責任者CCO）に依田 平就任。